# Справу зроблено (Спрег де Кемп)
«Справу зроблено» (англ. Finished) — науково-фантастичне оповідання Лайона Спрег де Кемпа, вперше опубліковане журналом «Astounding Science Fiction» в листопаді 1949 року. Належить до серії «Міжпланетні подорожі» (порт. Viagens Interplanetarias), з підсерії про планету Крішна.

## Сюжет
Міжпланетна конференція між офіційними особами Viagens системи Тау Кита, яка проводиться в Новоресіфе на планеті Крішна, переривається незвичайною ситуацією на митниці; Ахмад Акелаві, землянин, який відвідав Крішну, намагається взяти тубільну мумію на Землю. Крістовао Абреу, начальник місцевої служби безпеки, проводить розслідування. Мумія, першого і (через складні юридичні причини) єдиного короля острівної держави Сотаспе, виглядає як законна покупка, тому її дозволено провезти на Землю.
Згодом з’являється Ферріан Бад-Арджанак, правлячий принц-регент Сотаспе, який стверджує, що мумія була вкрадена, а продаж є шахрайським. Щоб уникнути дипломатичного інциденту, Абреу дозволяє Ферріану направитись наступним міжзоряним судном на Землю, щоб знайти мумію. Оскільки відносно примітивна Крішна перебуває під ембарго, щоб запобігти руйнуванню її культур і політичних систем передовими технологіями Землі, він посилає помічника офіцера служби безпеки Еркулеу Кастангосо, щоб перешкодити Ферріану вивчати сучасні Земні технології.
На Крішні минає багато років, перш ніж мандрівники повернуться з мумією, хоча для них, через релятивістські швидкості, минуло набагато менше часу. Ферріана відправляють на його острів. Тоді Абреу дізнається, що корабель який зустрів принца, є пароплавом!
Зрозумівши, що якимось чином Сотаспе отримав заборонену технологію, Абреу та Кастангозо кинулися в погоню, найнявши швидке контрабандне судно, щоб наздогнати пароплав Ферріана. Зловивши його біля острова Дар’я, їхня команда перемагає принца в морській битві, а сам принц, здається, загубився за бортом. Пароплав затоплено, а мумія, яка містить контрабандні наукові тексти, також знищена. Обидва повертаються до Новоресіфе, самовдоволено впевнені, що найкричущіша спроба прорвати блокаду «закінчена».
Тим часом Ферріан, який вижив, повертається до свого королівства та знову бере на себе правління. Під час подорожі на Землю йому дозволили вивчати терранське право, щоб відволікти його від технологічного шпигунства, і він сповнений ідей щодо реформування Сотаспе. Він запроваджує патентний закон, щоб сприяти винаходам крішнаітян, і незабаром видає свій перший патент винахіднику вітчизняного літака. На церемонії він оголошує, що змова терран, спрямована на те, щоб тримати Крішну в темряві, «закінчена».

## Зв'язок з іншими творами
- Абреу, Кастанхосо та Ферріан з'являються як другорядні персонажі в ряді пізніших історій про Крішну.
- Літаки Ферріана допомагають перемогти флот піратів у романі «Рука Зеї».